# The Nines
Pour plus de détails, voir Fiche technique et Distribution.
The Nines est un film américain réalisé par John August, sorti en 2007.

## Synopsis
Trois parties se succèdent, avec les mêmes personnages, mais ayant des noms qui commencent par la même lettre. Chaque partie semble indépendante mais des indices, des apparitions issus de la partie suivante sont présentes dans chaque partie. Le personnage principal (Gary / Gavin / Gabriel) est toujours lié à Melissa. Ils sont d'abord acteur / attachée de presse, scénariste / actrice puis créateur de jeux vidéo / épouse. Melissa semble connaître la vérité sur ce qu'est réellement Gary, et une femme apparaît à chaque fois (sous le nom de S). S veut ramener G dans sa réalité en le forçant à oublier le monde qu'il a en fait créé (« Oblivio Acebit » : L'oubli arrive). Des symboles 9 apparaissent tout au long du film : un post-it « Chercher les neuf », il est impossible à Gary de tirer autre chose que 9 avec deux dés, il apparaît aussi sur les tatouages de Sierra sous la forme du chiffre romain IX. En fait, le monde est composé d'êtres représentés par les numéros :
- Six pour les singes ;
- Sept pour les humains (Melissa, la petite fille sourde-muette) ;
- Huit pour les koalas (qui sont télépathes et contrôlent le climat) ;
- Neuf pour les êtres multidimensionnels (G, S et deux autres personnes) ;
- Dix pour Dieu.

### Les points clefs
- « Oblivio Acebit » apparaît sur le poster quand G s'échappe de sa résidence surveillée ;
- G a toujours une voiture Prius ;
- G monte d'acteur à créateur, une façon pour S de lui faire comprendre ce qu'il est ;
- G a une addiction au jeu au point de s'y perdre ;
- La cordelette verte au poignet de G permet de défaire le monde ;
- G a créé, en 4 000 ans, 90 versions du monde qu'il a à chaque fois détruites et refaites.

## Fiche technique
- Titre original : The Nines
- Réalisation et scénario : John August
- Musique : Alex Wurman
- Direction artistique : E. Colleen Saro
- Décors : Christopher Marsteller (plateau)
- Costumes : Molly Grundman
- Photographie : Nancy Schreiber
- Montage : Douglas Crise
- Maquillage : Paula Jane Hamilton
- Production : Bruce Cohen, Dan Etheridge et Dan Jinks ; Brigitte Mueller (directrice de production) ; Todd King (coproduction)
- Sociétés de production : Destination Films et Jinks/Cohen Company
- Société(s) de distribution : Newmarket Films
- Pays d'origine :  États-Unis
- Langue originale : anglais
- Format : couleur – 35 mm – 1,85:1 - son Dolby Digital
- Genre : drame, thriller
- Durée : 100 minutes
- Dates de sortie : 
  - États-Unis : 21 janvier 2007 (Festival du film de Sundance) ; 31 août 2007 (sortie nationale limitée)
  - France : 16 mai 2007 (Festival de Cannes)[1]
  - Royaume-Uni : 30 novembre 2007
- Public :  interdit aux moins de 17 ans non accompagnés lors de sa sortie en salles aux États-Unis.

Source : IMDb

## Distribution
- Ryan Reynolds : Gary / Gavin / Gabriel
- Melissa McCarthy : Margaret / Melissa / Mary
- Hope Davis : Sarah / Susan / Sierra
- Elle Fanning : Noelle
- David Denman : L'officier de police / L'homme agité / Un « neuf »
- Octavia Spencer : La prostituée / Le piéton / Une « neuf »
- Ben Falcone : lui-même
- Dahlia Salem : elle-même
- John Gatins : lui-même